# Basiliche in Europa
Elenco delle basiliche presenti in Europa, suddivise per Stati e per località in ordine alfabetico:

## A
Le notizie di questo paragrafo, se non diversamente indicato, sono attinte dalla pagina Basilicas Italy, Vatican City State, San Marino  e pagine correlate del sito gcatholic.org
 Andorra
- Meritxell:
  - Santuario di Nostra Signora di Meritxell Meritxell (Decreto del 13.05.2014).

 Austria

## B
Le notizie di questo paragrafo, se non diversamente indicato, sono attinte dalla pagina Basilicas Italy, Vatican City State, San Marino  e pagine correlate del sito gcatholic.org
 Belgio

 Bielorussia
- Hrodna:
  - Cattedrale di San Francesco Saverio (Hrodna) (Decreto del 15.12.1990).
- Budslaŭ:
  - Basilica di Nostra Signora dell'Assunta (Decreto dell'11.06.1993).
- Pinsk:
  - Cattedrale dell'Assunzione della Beata Vergine Maria (Pinsk) (Decreto del 06.02.1996).

## C
Le notizie di questo paragrafo, se non diversamente indicato, sono attinte dalla pagina Basilicas Italy, Vatican City State, San Marino  e pagine correlate del sito gcatholic.org
 Città del Vaticano
- Città del Vaticano:
  - Basilica di San Pietro in Vaticano.

 Croazia
- Đakovo:
  - Cattedrale di San Pietro (Đakovo) (Decreto dell'11.12.1965).
- Fiume (Croazia):
  - Basilica della Vergine Maria a Tersatto (Decreto del 28.05.1930).
- Marija Bistrica:
  - Basilica di Nostra Signora di Bistrica (Decreto del 04.12.1923).
- Parenzo:
  - Basilica Eufrasiana (Decreto del 12.08.1931).
- Sebenico:
  - Cattedrale di San Giacomo (Sebenico) (Decreto del 02.11.1895).
- Sisak:
  - Bazilika Sv. Kvirina (Decreto del 18.03.2014).
- Zagabria:
  - Basilica del Sacro Cuore a Zagabria (Decreto del 16.07.1941).
- Zara:
  - Cattedrale di Sant'Anastasia (Zara) (Decreto del 23.07.1867).

## F
Le notizie di questo paragrafo, se non diversamente indicato, sono attinte dalla pagina Basilicas Italy, Vatican City State, San Marino  e pagine correlate del sito gcatholic.org
 Francia

## G
Le notizie di questo paragrafo, se non diversamente indicato, sono attinte dalla pagina Basilicas Italy, Vatican City State, San Marino  e pagine correlate del sito gcatholic.org
 Germania

 Grecia
- Atene
  - Cattedrale di San Dionigi l'Areopagita (Atene)  (Decreto del 21.08.1877)
- Salonicco:
  - Basilica di Santa Sofia (Salonicco) [senza fonte]

## I
Le notizie di questo paragrafo, se non diversamente indicato, sono attinte dalla pagina Basilicas Italy, Vatican City State, San Marino  e pagine correlate del sito gcatholic.org
 Irlanda
- Knock (Irlanda):
  - Nostra Signora di Knock (Decreto del 18.07.1979)
- Pettigo:
  - Basilica di san Patrizio (Decreto del 13.05.1931)

 Islanda
- Reykjavík
  - Cattedrale di Cristo Re (Reykjavík) (Decreto del 04.05.1999)

 Italia

## L
Le notizie di questo paragrafo, se non diversamente indicato, sono attinte dalla pagina Basilicas Italy, Vatican City State, San Marino  e pagine correlate del sito gcatholic.org
 Lettonia
- Aglona:
  - Vissvētākās Jaunavas Marijas Debesīs Uzņemšanas Bazilika (Decreto del 28.04.1980)

 Lituania
- Kaunas:
  - Cattedrale dei Santi Pietro e Paolo (Kaunas) (Decreto del 26.04.1921)
  - Chiesa della resurrezione (Decreto del 20.01.2015)
- Krekenava:
  - Švč. Mergelės Marijos Ėmimo į dangų bazilika (Decreto del 15.08.2011)
- Marijampolė:
  - Basilica di san Michele Arcangelo (Marijampolė) (Decreto del 03.07.1992)
- Šiluva:
  - Švč. Mergelės Marijos Gimimo bazilika (Decreto del 06.11.1974)
- Vilnius:
  - Cattedrale dei Santi Stanislao e Ladislao (Decreto del 21.03.1985)
- Žemaičių Kalvarija:
  - Žemaičių Kalvarijos Švč. Mergelės Marijos Apsilankymo bazilika (Decreto del 06.05.1988)

 Lussemburgo
- Echternach:
  - Abbazia di Echternach (Basilica di San Villibrordo) (Decreto del 01.02.1939)

## M
Le notizie di questo paragrafo, se non diversamente indicato, sono attinte dalla pagina Basilicas Italy, Vatican City State, San Marino  e pagine correlate del sito gcatholic.org
 Malta
- Birchircara:
  - Basilica di Sant’Elena (Decreto del 18.01.1950)
- Għarb
  - Santuario di Ta' Pinu (Decreto del 10.08.1932)
  - Chiesa della Visitazione di Nostra Signora a Sant'Elisabetta (Decreto del 28.11.1967)
- La Valletta:
  - Basilica Nostra Signora di Beiporti e San Domenico (Decreto del 24.03.1816)
  - Chiesa della Nostra Signora del Carmelo (La Valletta) (Decreto del 14.05.1895)
- Nadur:
  - Basilica di Pietro e Paolo (Decreto del 26.06.1967)
- Rabat (Gozo):
  - Basilica di San Giorgio (Victoria) (Decreto del 06.09.1958)
- Senglea:
  - Basilica della Natività di Maria (Decreto del 10.11.1920)
- Xagħra:
  - Basilica della Natività della Vergine Maria (Gozo) (Decreto del 26.08.1967)

 Montenegro
- Cattaro:
  - Cattedrale di San Trifone (Decreto del 12.01.2009)

## P
Le notizie di questo paragrafo, se non diversamente indicato, sono attinte dalla pagina Basilicas Italy, Vatican City State, San Marino  e pagine correlate del sito gcatholic.org
 Paesi Bassi

 Polonia

 Portogallo

## R
Le notizie di questo paragrafo, se non diversamente indicato, sono attinte dalla pagina Basilicas Italy, Vatican City State, San Marino  e pagine correlate del sito gcatholic.org
 Regno Unito
- Birmingham:  
  - Metropolitan Cathedral Basilica of St. Chad Locate (Decreto del 07.05.1941)
- Manchester:
  - Basilica of Corpus Christi and (Decreto del 17.05.1904)
- Stratton on the Fosse:
  - Basilica di San Gregorio Magno (Decreto del 10.04.1935)
- Walsingham:
  - Santuario della Nostra Signora di Walsingham (Decreto del 22.12.2015)

 Rep. Ceca
- Brno:
  - Basilica dell'Assunzione della Vergine Maria (Brno) (Decreto del 06.10.1987)
- Česká Lípa:
  - Bazilika Všech svatých (Decreto del 22.06.1927)
- Frýdek-Místek:
  - Bazilika Navštívení Panny Marie (Decreto del 30.08.1999)
- Hostýn:
  - Bazilika Nanebevzetí Panny Marie (Decreto del 09.08.1982)
- Jablonné v Podještědí:
  - Bazilika sv. Vavřince a sv. Zdislavy (Decreto del 25.06.1996)
- Jiříkov:
  - Bazilika Panny Marie Pomocnice křesťanů (Decreto del 13.01.1926)
- Krupka:
  - Bazilika Panny Marie Bolestné (Decreto del 14.05.1924)
- Praga:
  - Bazilika sv. Markéty (Decreto del 09.01.1948)
  - Chiesa di San Giacomo (Praga) (Decreto del 29.01.1974)
  - Basilica dell'Assunta (Strahov) (Decreto del 06.11.1991)
  - Bazilika sv. Petra a Pavla (Decreto del 25.03.2003)
- Příbram:
  - Bazilika Nanebevzetí Panny Marie (Decreto del 1905)
- Svatý Kopeček:
  - Bazilika Navštívení Panny Marie (Decreto dell'11.04.1995)
- Třebíč:
  - Basilica di San Procopio [senza fonte]
- Velehrad:
  - Bazilika Nanebevzetí Panny Marie a sv. Cyrila a Metoděje (Decreto del 25.01.1928)
- Žďár nad Sázavou:
  - Bazilika Nanebevzetí Panny Marie a svatého Mikuláše (Decreto del 05.01.2009)

 Romania
- Şumuleu Ciuc (Csiksomlyo):

Bazilica Sfânta Maria (Decreto del 23.01.1948)
- Oradea:
  - Cattedrale di Santa Maria (Oradea) (Decreto del 16.12.1991)
- Radna:
  - Basilica Maria Radna (Decreto del 28.08.1992)
- Cacica:
  - Basilica dell’Assunta a Cacica (Decreto del 01.03.2000)

 Russia
- San Pietroburgo:
  - Chiesa cattolica di Santa Caterina (Decreto del 21.06.2013)

## S
Le notizie di questo paragrafo, se non diversamente indicato, sono attinte dalla pagina Basilicas Italy, Vatican City State, San Marino  e pagine correlate del sito gcatholic.org
 San Marino
- San Marino:
  - Basilica di San Marino (decreto del 23.06.1926)

 Serbia
- Subotica:
  - Cattedrale di Santa Teresa d'Avila (Subotica) (Decreto del 29.04.1974)
- Sremska Mitrovica:
  - Cattedrale di San Demetrio (Sremska Mitrovica)  (Decreto del 28.05.1991)

 Slovacchia
- Bardejov:
  - Basilica di Sant'Egidio(Decreto del 23.11.2000)
- Kežmarok:
  - Bazilika Povýšenia sv. Kríža (Decreto del 29-07-1998)
- Levoča:
  - Bazilika Navštívenia Panny Márie (Decreto del 26.01.1984)
  - Bazilika sv. Jakuba (Decreto del 28.09.2015)
- Ľutina:
  - Bazilika minor Zosnutia Presvätej Bohorodičky (Decreto del 22.06.1988)
- Marianka:
  - Basilica della Vergine Maria (Decreto del 31.07.2011)
- Michalovce:
  - Bazilika Zostúpenia Svätého Ducha (Decreto del 02.02.2012)
- Nitra:
  - Bazilika sv. Emeráma (Decreto del 21.10.1998)
- Rajecká Lesná:
  - Bazilika Narodenia Preblahoslavenej Panny Márie (Decreto dell'11.03.2002)
- Šaštín-Stráže:
  - Bazilika Sedembolestnej Panny Márie (Decreto del 23.11.1964)
- Staré Hory:
  - Bazilika Navštívenia Panny Márie (Decreto del 01.08.1990)
- Trnava:
  - Bazilika sv. Mikuláša (Decreto del 24.10.2008)
- Vranov nad Topľou:
  - Bazilika Narodenia Panny Márie (Decreto del 19.06.2008)

 Slovenia
- Brestanica:
  - Bazilika Lurške Matere Božje (Decreto del 28.11.1928)
- Maribor:
  - Bazilika Marije, Matere usmiljenja (Decreto del 07.11.1906)
- Občina Žalec:
  - Bazilika Marijinega obiskanja (Decreto del 07.02.1984)
- Ptujska Gora:
  - Bazilika Marije Zavetnice (Decreto del 08.12.2009)
- Radovljica:
  - Basilica di Santa Maria Ausiliatrice (Brezje) (Decreto del 05.10.1988)
- Stična:
  - Bazilika Žalostne Matere Božje (Decreto del 15.10.1936)
- Monte Santo di Gorizia:
  - Basilica dell’Assunta (Decreto del 28.04.1906)

 Spagna

 Svizzera
- Berna:
  - Basilica della Santissima Trinità (Decreto del 06.04.1956)
- Friburgo (Svizzera):
  - Basilique Notre-Dame (Decreto del 08.03.1932)
- Ginevra:
  - Basilica di Notre-Dame di Ginevra (Decreto del 04.08.1954)
- Kreuzlingen:
  - Basilika St. Ulrich und St. Afra (Decreto del 21.08.1967)
- Losanna:
  - Basilika Unserer Lieben Frau (Decreto del 06.07.1992)
- Lugano:
  - Chiesa del Sacro Cuore (Lugano) (Decreto del 16.10.1952)
- Orselina:
  - Santuario della Madonna del Sasso (Orselina) (Decreto del 13.11.1918)
- Metzerlen-Mariastein:
  - Basilika Mariastein (Decreto del 12.05.1926)
- Morbio Inferiore:
  - Santuario di Santa Maria dei Miracoli (Morbio Inferiore) (Decreto del 29.09.1990)
- Neuchâtel:
  - Basilique Notre-Dame-de-l’Assomption (Decreto del 08.08.2007)
- Saint-Maurice (Svizzera):
  - Abbazia territoriale di San Maurizio d'Agauno (Decreto del 12.11.1948)
- Sion:
  - Basilica di Valère (Decreto del 07.10.1987)

## U
Le notizie di questo paragrafo, se non diversamente indicato, sono attinte dalla pagina Basilicas Italy, Vatican City State, San Marino  e pagine correlate del sito gcatholic.org
 Ucraina
- Černivci:
  - Basilica della Santa Croce (Decreto del 02.07.2014)
- Leopoli:
  - Cattedrale dell’Assunzione di Maria Vergine (Decreto del 21.06.1910)

 Ungheria
- Budapest:
  - Basilica di Santo Stefano (Budapest) (Decreto del 25.02.1931)
- Eger:
  - Cattedrale di San Giovanni Apostolo ed Evangelista (Eger) (Decreto del 14.03.1970)
- Győr:
  - Basilica dell’Assunzione di Maria (Decreto del 15.03.1997)
- Gödöllő:
  - Basilica dell’Assunzione di Maria  in Máriabesnyő (Decreto del 02.05.2008)
- Keszthely:
  - Basilica di Santa Teresa (Decreto del 07.06.1989)
- Márianosztra:
  - Basilica della Madonna di Ungheria (Decreto del 04.05.2012)
- Máriapócs:
  - Santuario Greco-Cattolico (Decreto del 25.03.1948)
- Máriaremete:
  - Kisboldogasszony-templom  (Decreto del 18.03.1991)
- Mátraverebély:
  - Nagyboldogasszony Bazilika (Decreto del 14.03.1970)
- Pannonhalma:
  - Abbazia di Pannonhalma (Decreto del 13.11.1942)
- Pécs:
  - Cattedrale dei Santi Pietro e Paolo (Pécs) (Decreto del 09.01.1991)
- Sárospatak:
  - Basilica di San Giovanni Battista (Decreto del 19.10.2007)
- Siklós:
  - Basilica della Visitazione della Vergine Maria (Decreto del 27.05.2008)
- Székesfehérvár:
  - Cattedrale di Santo Stefano (Székesfehérvár) (Decreto del 30.05.1938)
- Veszprém:
  - Cattedrale di San Michele (Veszprém) (Decreto del 09.09.1981)
- Zirc:
  - Nagyboldogasszony Bazilika (Decreto del 04.03.1982)